# Краљевина Италија (Свето римско царство)
Краљевина Италија (лат. Regnum Italiae; итал. Regno d'Italia) је било једно од конститутивних краљевина Светог римског царства, уз краљевине Немачку, Бохемију и Бургундију. Обухватало је северну и централну Италију, али не и Млетачку републику. Њена прва престоница је била Павија све до 11. века.
Карло Велики, франачки краљ, је 773. прешао Алпе да нападне Лангобардско краљевство, које је обухватало целу Италију осим Војводства Рим и неких византијских поседа на југу. Лангобарско краљевство је, пало јуна 774. и Франци су постали господари северне Италије. Јужни крајеви су остали под Лангобардима као Војводство Беневент. Карло Велики је узео титулу "Краљ Лангобарда" и 800. године је у Риму крунисан за "цара Римљана". Каролинзи су наставили да владају Италијом све до збацивања Карла Дебелог 887, после чега су још једном на кратко повратили престо од 894–896. Све до 961, за власт над Италијом су се стално борило неколико аристократских породица из и изван краљевства.
Краљ Отон, већ ожењен Аделаидом, удовицом претходног краља Италије, је 961. напао краљевство и крунисао се у Павији 25. децембра. Наставио је поход на Рим, где се крунисао за цара 7. фебруара 962. Унија круна Италије и Немачке са титулом "цара Римљана" се показала стабилном. Овој уније пре 1032. придодата Бургундија, и до 12. века у употребу је ушао израз "Свето римско царство" да се опише. Од 961. па надаље, цар Римљана је обично био краљ Италије и Немачке, иако су цареви некада именовали своје наследнике да владају у Италији, а повремено су италијански бискупи и племићи изабрали краља по својој вољи насупрот ономе у Немачкој. Непостојање италијанског монарха је довело до брзог нестанка централне власти у развијеном средњем веку, али идеја да је Италија била краљевство у оквиру царства је опстала и цареви су често покушавали да наметну своју вољу на италијанске градове-државе. Због тога су ратови гвелфа и гибелина, антицаристичке и царистичке странке, били одлика италијанске политике у периоду од 12. до 14. века. Ломбардски савез је био најпознатији пример ове ситуације; иако није био сепаратистички покрет, он је отворено оспоравао цареве захтеве за влашћу.
До 15. века, моћ градова-држава је била углавном сломљена. Низ ратова у Ломбардији од 1423. до 1454. су даље смањили број зараћених држава у Италији. Следећих четрдесет година су биле релативно мирне у Италији, али 1494. Апенинско полуострво је напала Француска. Италијански ратови су трајали све до 1559. када је контрола над већином италијанских држава прешла у руке краљу Филипу II од Шпаније. Вестфалски мир из 1648. је формално окончао власт царева Светог римског царства у Италији. Међутим, шпански огранак династије Хабзбург—исте династије чији је други огранак давао цареве Светог римског царства—је наставило да влада већим делом Италије све до Рата за шпанско наслеђе (1701–14). После Империјалних реформи из 1495–1512, Краљевина Италија је одговарала територијама јужно од Алпа. Законски је цар одржавао свој интерес у њима као номинални краљ и владар, али власт на „краљевством” се састојала тек од специјалних изазсланика које је цар именовао и гувернера које је он ивеновам да владају у његовим италијанским државама. Хабзбуршка власт у Италији је дошла до свог краја у походима француских револуционара 1792–97, када је основан низ вазалних република. Свето римско царство је распустио 1806. последњи цар Франц II, после свог пораза од Наполеона у бици код Аустерлијца.